# فرودگاه مایا-مایا
فرودگاه مایا-مایا (به انگلیسی: Maya-Maya Airport) یک فرودگاه نظامی و غیرنظامی با کد یاتا BZV است که یک باند فرود آسفالت دارد و طول باند آن ۳۳۰۰ متر است. این فرودگاه در شهر برازاویل کشور جمهوری کنگو قرار دارد و در ارتفاع ۳۱۹ متری از سطح دریا واقع شده‌است.

## شرکت‌های هواپیمایی و مقصدهای پروازی

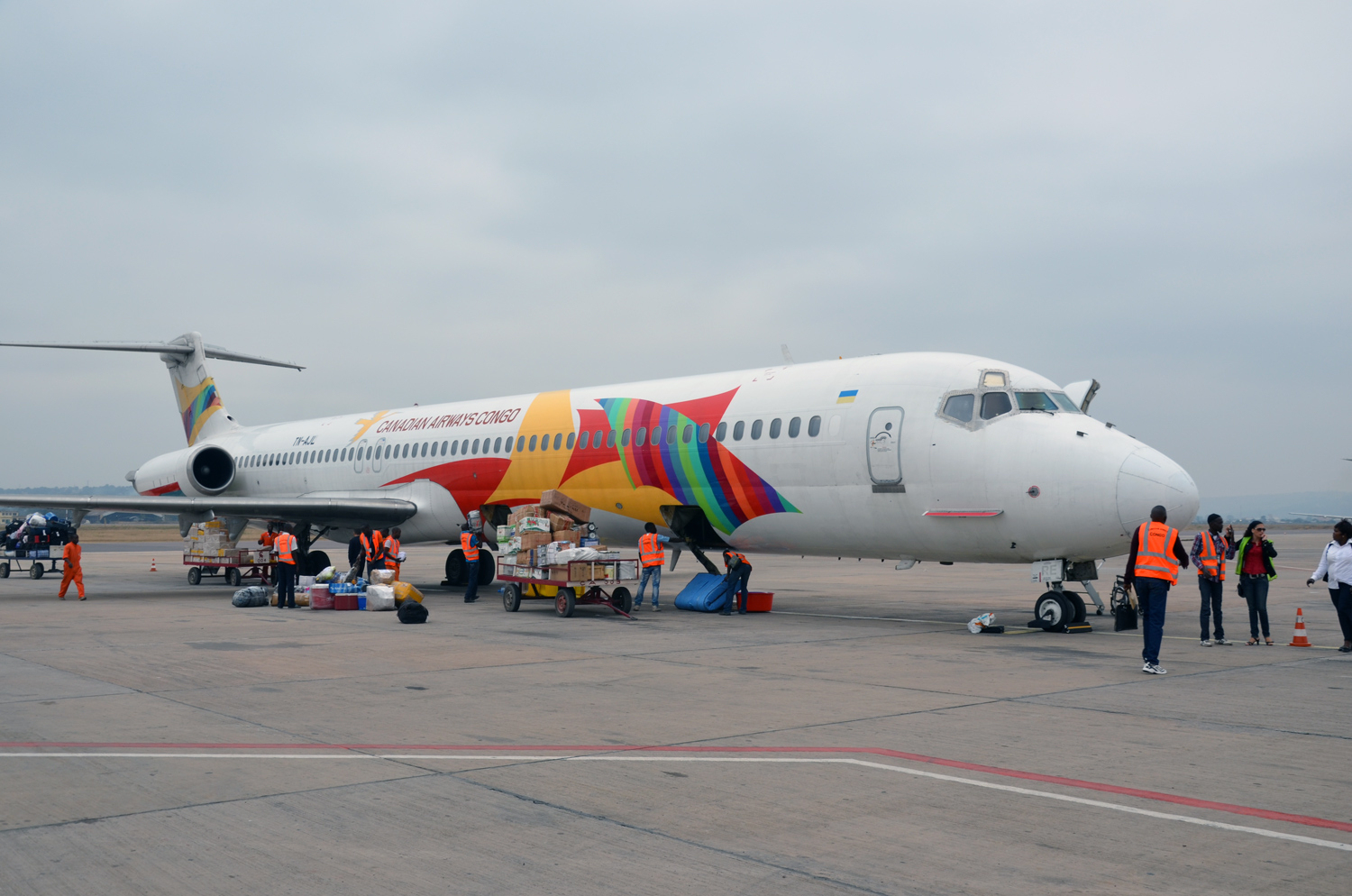
Canadian Airways Congo McDonnell Douglas MD-82 at Maya-Maya Airport, 2013

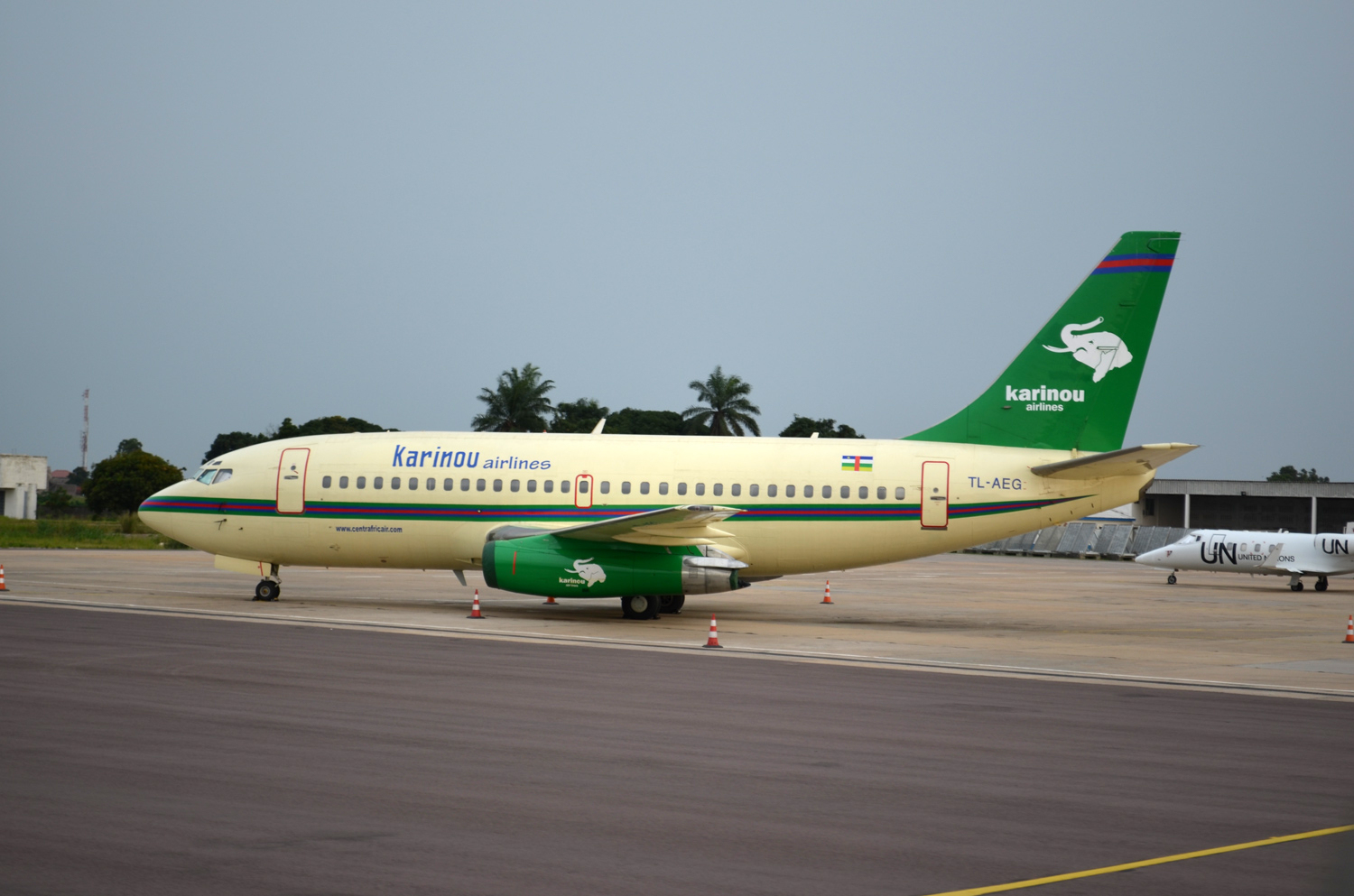
کارینو ایرلاینز Boeing 737-200 at Brazzaville Airport, December 2012

### مسافری
| شرکت‌های هواپیمایی                 | مقصدهای پروازی                  |
| --------------------------------- | ------------------------------- |
| ایر ساحل عاج                      | پورت بوئت، کوتوکا، لیبرویله     |
| ایر فرانس                         | شارل دوگل پاریس                 |
| ASKY Airlines                     | ان دیلی، لومه-توکین             |
| کام‌ایر-کو                         | دوالا، ان دیلی                  |
| Canadian Airways Congo            | Impfondo، پوانت نوار، اوئسو     |
| Ceiba Intercontinental Airlines   | مالابو                          |
| هواپیمایی اتیوپی                  | بوول                            |
| کنیا ایرویز                       | جومو کنیاتا                     |
| Mauritania Airlines International | باماکو-سانوو، کژیون، Nouakchott |
| هواپیمایی پادشاهی مراکش           | محمد پنجم                       |
| رواندایر                          | کیگالی، دوالا                   |
| هواپیمایی آفریقای جنوبی           | اولیور تامبو                    |
| تاگ آنگولا ایرلاینز               | کواترو دو فرویرو                |
| ترنس ایر کنگو                     | دوالا، لیبرویله، پوانت نوار     |

### باری
| شرکت‌های هواپیمایی | مقصدهای پروازی     |
| ----------------- | ------------------ |
| Avient Aviation   | لیژ                |
| ایر فرانس         | بانگوئی ام‌پوکو     |
| کارگولوکس         | لوگزامبورگ - فیندل |
| هواپیمایی اتحاد   | ابوظبی، لاگوس      |
| هواپیمایی اتیوپی  | بوول               |